# Liste d'élections en 1820
Chronologie des élections
- 1816
- 1817
- 1818
- 1819
- 1820
- 1821
- 1822
- 1823
- 1824

Cet article recense les élections organisées durant l'année 1820.

Dans les années 1820, seuls le Royaume-Uni, les États-Unis, la France, la Norvège, l'Espagne (brièvement) et le Portugal procèdent à des élections nationales régulières. Tous appliquent le suffrage censitaire masculin, à l'exception de l'Espagne et du Portugal qui appliquent le suffrage universel masculin. 

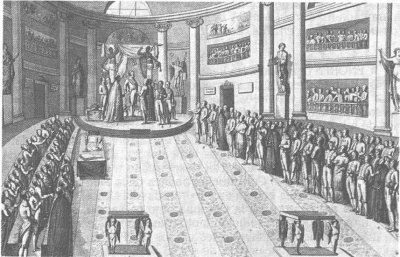
Les Cortes espagnols durant le « Triennat libéral ».

## Élections nationales en 1820
| Date                          | État        | Élection ou référendum                    | Contexte | Résultat |
| ----------------------------- | ----------- | ----------------------------------------- | --- | --- |
| 10 - 27 janvier               | Portugal    | Législatives (en)                         | | Cette section est vide, insuffisamment détaillée ou incomplète. Votre aide est la bienvenue ! Comment faire ? |
| 6 mars - 14 avril             | Royaume-Uni | Législatives                              | Élections anticipées, le parlement ayant été dissous à la suite de la mort du roi George III. | Le Parti tory (conservateur) remporte la majorité absolue des sièges. Robert Jenkinson, comte de Liverpool (tory), demeure Premier ministre. |
| avril - mai                   | Espagne     | Legislatives (en)                         | Les militaires libéraux ont imposé au roi Ferdinand VII de renoncer à l'absolutisme. C'est la période du « Triennat libéral », de gouvernement progressiste et démocratique (1820-1823). Les élections aux Cortes se déroulent au suffrage universel masculin. | Il n'existe pas formellement de partis politiques, mais la majorité des élus sont des libéraux. Evaristo Pérez de Castro est Secrétaire d'État (chef du gouvernement). |
| 4 - 13 novembre               | France      | Législatives                              | Les 3/5 des députés sont élus le 4 novembre, les 2/5 restants étant élus le 13 par la minorité d'électeurs les plus riches. | Chambre sans majorité. Les Doctrinaires (royalistes modérés, libéraux) conservent la majorité relative avec quelque 45 % des sièges, mais perdent leur majorité absolue. Les Ultraroyalistes progressent et demeurent la deuxième force à la Chambre, avec deux fois plus de sièges que le troisième bloc, la gauche libérale. Richelieu (royaliste modéré) demeure président du Conseil des ministres.                                                                                     |
| 1er novembre - 6 décembre     | États-Unis  | Présidentielle                            | | Le président James Monroe (Parti républicain-démocrate : antifédéraliste, républicain (en)), seul candidat déclaré, est réélu avec toutes les voix des grands électeurs sauf une (et 80,6 % des suffrages populaires). Le Parti fédéraliste, qui a subi un long déclin, ne présente pas de candidat, mais reçoit tout de même 16,1 % des suffrages populaires. Un unique grand électeur refuse de voter pour Monroe, et se prononce en faveur de John Quincy Adams (républicain-démocrate). |
| mai 1820 - 14 février 2821    | Norvège     | Législatives (en)                         | | Voir l'article : Liste d'élections en 1821. |
| 3 juillet 1820 - 10 août 1821 | États-Unis  | Législatives (chambre (en) et sénat (en)) | | Voir l'article : Liste d'élections en 1821. |